# Керубини, Луиджи (футболист)
Луиджи Керубини (итал. Luigi Cherubini; родился 15 января 2004 года, Тиволи, Италия) — итальянский футболист, нападающий клуба «Рома».

## Карьера
Луиджи Керубини — воспитанник «Ромы». Дебютный матч провёл 26 октября 2023 года в матче Лиги Европы против «Славии Прага».
Сыграл 1 матч за сборную Италии до 18 лет.